# Волов
 Тази статия е за града в Полша.  За селото в България вижте Панайот Волово.  
Волов или Во̀лув (на полски: Wołów; на немски: Wohlau) е град в Югозападна Полша, Долносилезко войводство. Административен център е на Воловски окръг и на градско-селската Воловска община. Заема площ от 18,54 км2.

## География
Градът се намира в историческата област Долна Силезия. Разположен е северозападно от Вроцлав.

## Население
Населението на града възлиза на 12 439 души (2017 г.). Гъстотата е 671 души/км2.

## Фотогалерия
- Кметството
- Църква „Св. Лаврентий"
- Дворецът във Волов